# 8°6 Crew
8°6 Crew est un groupe français mêlant le Ska et le skinhead reggae. Le groupe est d'origine parisienne.

Le nom du groupe est une allusion à la bière 8°6 (8.6).

## Biographie
En 1995, les quatre membres originaux du groupe jouent de la Oi! et des morceaux teintés de ska, sans cuivre. Trois musiciens supplémentaires les rejoignent (un trompettiste, un clavier et un trombone), tandis que le groupe joue davantage de Ska. Les membres se connaissent notamment des bancs du stade Bauer, lors des matchs du Red Star 93, dont pour la plupart ils sont des supporters assidus. Après de nombreux concerts et participations dans des compils, et quelques changements dans la composition du groupe (arrivée d'un saxophoniste et d'un nouveau batteur) ils partent en Allemagne enregistrer leur premier album, Bad Bad Reggae en 1998, qui fut très vite vendu à 2000 exemplaires, de chaque côté du Rhin, on doit ainsi le represser quelques mois plus tard. Le groupe décide également de ne plus jouer de Oi!/Streetpunk pour que tous les musiciens participent (cuivres et clavier). Par la suite, exit le label Mad Butcher Records et donc changement de Label pour enregistrer en septembre 2001 un EP/CD de 6 titres exclusivement ska-reggae-dub intitulé Menil' Express et une nouvelle fois salué par les critiques.
Le groupe apparait également sur de nombreuses compilations, dont It's Frenchy Ska Reggae Party 3 où figure le titre Marseille.
En juillet 2002, le groupe se sépare, puis se reforme sur scène à Genève en novembre 2008.
Le 9 juillet 2009, Tonio, ex-tromboniste du groupe, meurt d'une crise cardiaque. L'un des fondateurs du Crew, Rico (Eric), premier batteur et ancien percussionniste sur le 1er album, s'en va à son tour en février 2010. Le groupe vient de perdre deux anciens membres historiques.
Après 9 ans et la sortie de Menil Express, un nouvel album intitulé Old Reggae Friends sort le 25 novembre 2010 en CD et Vinyle.

## Formation
- Charly : chant
- Mama : Basse
- Laurent : batterie
- Stom : guitare (membre de Upten)
- Ludo : Guitare (membre de Happykolo)
- Clément : trompette (membre de Upten)
- Muzo : saxo (membre de La Souris Déglinguée)
- Iky : orgue (membre de Upten)